# Uniunea Internațională pentru Telecomunicații

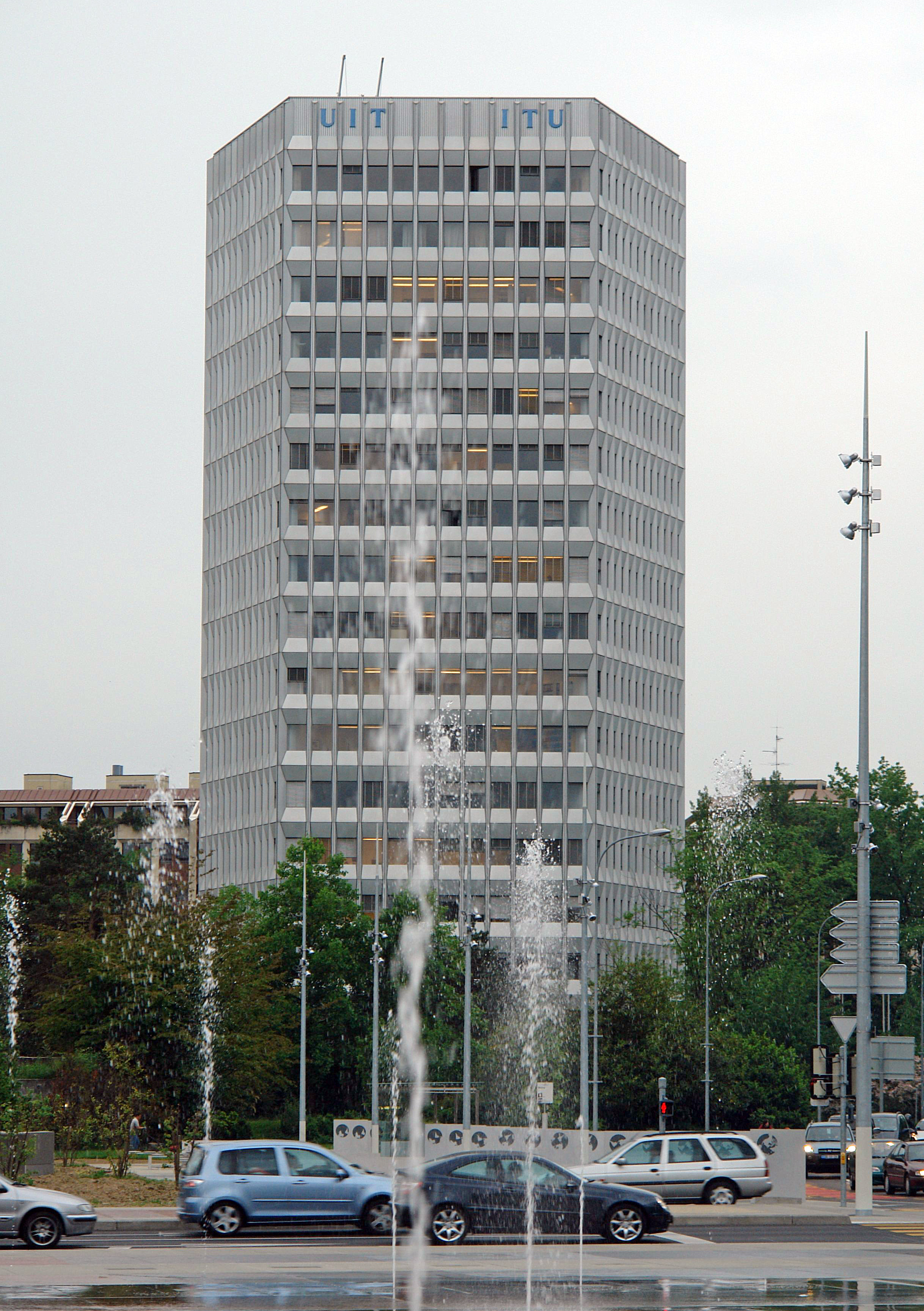
Sediul ITU de la Geneva

Uniunea Internațională pentru Telecomunicații (UIT), engleză: International Telecommunication Union (ITU), este cea mai importantă organizație de standardizare în domeniul telecomunicațiilor, aflată în prezent sub egida Organizației Națiunilor Unite.  UIT este cea mai veche organizație internațională interguvernamentală. Sediul actual se află la Geneva, Elveția.

## Istoric
UIT a fost creată la 17 mai 1865 prin semnarea la Paris, a unei convenții internaționale privind telegrafia, Uniunea Internațională pentru Telegrafie (International Telegraph Union - ITU),  pentru a asigura interconectarea rețelelor naționale telegrafice.
Conferința Radiotelegrafică Internațională de la Berlin din anul 1906, a adoptat Convenția Internațională privind Radiotelegrafia, care avea o anexă privind reglementarea radiotelegrafiei, anexă devenită regulamentul radiocomunicațiilor.
UIT a format în anul 1924 Comitetul consultativ internațional pentru telefonie (CCIF),  în 1925 Comitetul consultativ internațional pentru telegrafie (CCIT) și în 1927 Comitetul consultativ internațional pentru radio (CCIR).
În 1934 organizația și-a modificat numele în Uniunea Internațională pentru Telecomunicații (UIT).
În 1947, prin acordul aprobat de Adunarea Generală a ONU, UIT a devenit o agenție specializată a ONU.
În 1956, CCIF și CCIT s-au unit, formând Comitetul consultativ pentru telefonie și telegrafie (CCITT). 

## Organizare
La ultima reorganizare din anul 1992, în cadrul UIT s-au format trei sectoare:
- ITU-D (ITU – dezvoltare): care are ca obiectiv dezvoltarea comunicațiilor la nivel mondial, în special în țările în curs de dezvoltare.

- ITU-R (ITU – radiocomunicații): problemele tehnice referitoare la radiocomunicații; gestionează spectrul de radiofrecvență precum și orbitele sateliților de radiocomunicații.

- ITU-T (ITU telecomunicații): are ca obiectiv problemele tehnice referitoare la comunicațiile telefonice și telegrafice și stabilește standarde internaționale necesare interconectării rețelelor naționale de telecomunicații.

Pe lângă state membre și observatori, UIT admite și membri de sector și membri asociați, care pot fi operatori, laboratoare de cercetare, producători de echipamente și alte organizații similare.

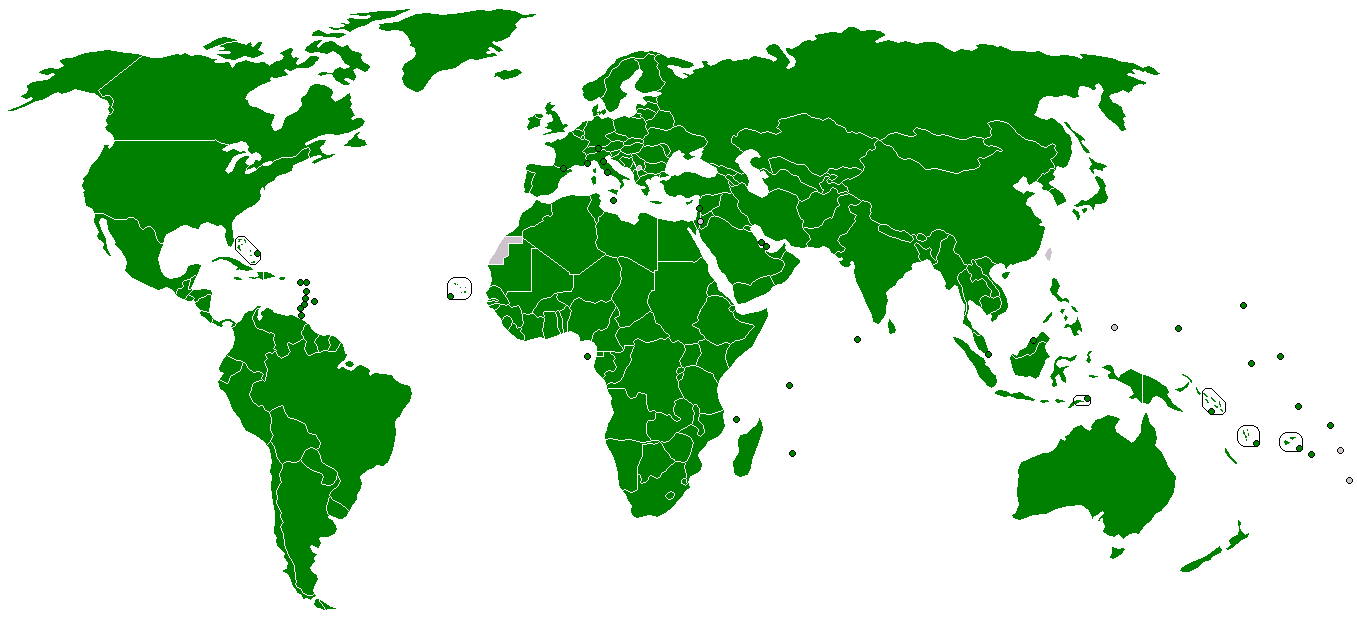
Statele membre ITU

UIT are în componență 191 de state membre și 567 membri de sector.
Secretarul General al UIT este din ianuarie 2015, Houlin Zhao din China. Secretarul General adjunct este Malcolm Johnson, Marea Britanie.
România este membră a Uniunii Internaționale a Telecomunicațiilor din anul 1866 și în prezent este membră a Consiliului pentru al patrulea mandat consecutiv, făcând parte din regiunea Central – Estică a Europei, regiune cu un total de 20 membri, reprezentată în Consiliu prin 5 membri, alături de Rusia, Bulgaria, Ucraina, și Cehia. 

## Activități principale
- Elaborare de standarde: Standardele elaborate de UIT (cunoscute ca recomandări) acoperă toate aspectele telecomunicațiilor.
- Efectuează alocarea benzilor spectrului de frecvențe radio, distribuirea frecvențelor radio și înregistrarea alocărilor de frecvențe radio, pentru servicii de spațiu, a oricărei poziții orbitale asociate pe orbita gestionară de satelit sau a oricărei caracteristici asociate cu sateliții de pe alte orbite, pentru a evita interferența dăunătoare dintre stațiile radio și diverse țări.

## Obiective
Obiectivele UTI sunt:
- să mențină și să extindă cooperarea internațională între statele membre în vederea ameliorării și utilizării raționale a telecomunicațiilor

- să promoveze și să crească participarea diverselor entități și organizații la activitățile sale, și să faciliteze cooperarea între acestea și statele membre în vederea atingerii obiectivelor UTI

- să promoveze și să acorde asistență tehnică țărilor în curs de dezvoltare în domeniul telecomunicațiilor, și să promoveze mobilizarea resurselor necesare pentru ameliorarea accesului la servicii de telecomunicații în aceste țări

- să promoveze extinderea beneficiilor noilor tehnologii de telecomunicații în toată lumea

- să armonizeze acțiunile statelor membre și să promoveze cooperarea fructuasă și constructivă între statele membre și membrii de sector în atingerea acestor scopuri

- să promoveze la nivel internațional, adoptarea unei abordări globale a chestiunilor legate de telecomunicații în societatea și economia informațională globală.  [4]